# Frobergov upor
Frobergov upor (angleško Froberg mutiny) je bil upor v britanski vojski, ki se je odvijal med 4. in 12. aprilom 1807 v utrdbi Ricasoli na Malti, takrat britanskem protektoratu. Sprožili so ga pripadniki Frobergovega polka različnih narodnosti, ki so bili nanovačeni z lažnimi obljubami z ozemlja današnje Albanije in nekaterih drugih delov Osmanskega cesarstva med napoleonskimi vojnami. Po prihodu na Malto so bili nezadovoljni nad svojim činom in plačo, zaradi česar so se uprli. Med uporom, ki je trajal osem dni, je bilo ubitih več ljudi, utrdba pa poškodovana, nazadnje pa so ga britanski vojaki zatrli in usmrtili vodje. Velja za najhujši upor napoleonskih vojn.

## Ozadje
Frobergov polk je leta 1803 ustanovil francoski rojalist Gustave de Montjoie, ki je trdil, da je nemški grof Froberg. Vojno ministrstvo mu je dalo dovoljenje, da zbere može za služenje na Malti, kar je storil na ozemlju današnje Albanije in  krščanskih delov Osmanskega cesarstva. Možje so bili raznih narodnosti, od Nemcev, Poljakov, Švicarjev, Albancev, Bolgarov in Grkov do Rusov. Njegove metode novačenja so bile sporne, saj naj bi se v namen privabljanja kandidatov posluževal zavajanja in laganja.
Njegovih 513 mož je prispelo na Malto leta 1806 pod poveljstvom majorja Schumelketla in poročnika Schwartza, slednji je nadzoroval novačenje. Kmalu po prihodu so se nekateri pričeli pritoževati, saj so jim obljubili visoke čine in dobro plačo, zdaj pa so morali delati kot navadni vojaki in bili temu primerno slabo plačani. Že med karanteno v lazaretu na otoku Manoel so zahtevali, naj jih pošljejo nazaj na Krf. Temu so se odpovedali, ko je Schwartz zagrozil, da jim bo nehal dostavljati hrano, toda izsiljevanje je nezadovoljstvo le še povečalo.
Po izpustu iz karantene jim je bilo dovoljeno oditi v Valletto, kjer so se pričeli prepirati med seboj in z domačini. Da bi preprečil nemire jih je William Villettes, poveljnik britanskih sil na Malti, dal zapreti v utrdbo Ricasoli na vhodu v Veliko pristanišče. Novembra je za poveljnika polka imenoval podpolkovnika Jamesa Barnesa, kar je znova okrepilo zamere.

## Potek upora
Odkrit upor je izbruhnil 4. aprila 1807, ko je bil podpolkovnik Barnes v Valletti. Udeleženih je bilo približno 200 Grkov in Albancev, ki so ubili poročnika Schwartza, kapitana De Wattvillea, topničarja Johna Johnstonea in več navadnih vojakov. Poleg tega so ranili majorja Schumelketla in tri druge častnike. Sneli so britansko zastavo in jo nadomestili z rusko pomorsko zastavo, zaprli vrata trdnjave ter dvignili most. Častnike in njihove družine so zajeli za talce ter prisilili 20 britanskih topničarjev, da so obrnili topove in možnarje proti mestu. Upor je vodil grški Bolgar po imenu Caro Mitro.
Nekaj vojakom je uspelo uiti in obvestiti Britance o uporu. Aktivirana sta bila Kraljevi malteški polk in 39.  pešpolk iz Dorsetshirea, ki sta zasedla položaje na glasiji utrdbe, proti njej pa so obrnili tudi topove utrdbe svetega Elma in utrdbe svetega Angela. Uporniki so zahtevali, da jih pošljejo domov s plačo in Villettesovo uradno pomilostitvijo, sicer bodo streljali na Valletto. Villettes je zavrnil njihove zahteve in jim ukazal, naj se predajo.
Drugi dan je bilo proti Ricasoliju obrnjenih še več topov, toda Villettes se jih je namenil izstradati z obleganjem, zato niso streljali. V svojem drugem sporočilu so uporniki zahtevali hrano in druge zaloge, spet z grožnjo streljanja na mesto, a so jih znova ignorirali.
Tretji dan so poslali enega od zajetih častnikov z novim sporočilom, tudi tokrat brez odziva. Častnik je Britancem poročal o razmerah v Ricasoliju, nato pa se je moral vrniti, saj so uporniki še vedno zadrževali njegovo ženo. Kmalu po tistem so se pričeli uporniki prepirati med seboj. Ena od frakcij se je bila pripravljena predati, zato je izobesila belo zastavo, ki pa so jo preostali sneli. Britanci so opazili neenotnost in Villettes je poslal delegacijo na pogajanja, toda uporniki se še niso želeli predati.
Peti dan, 8. aprila, so izpustili družine častnikov, saj jim je začelo primanjkovati hrane. Poslali so ultimat, da bodo uničili utrdbo, če jim ne pošljejo zalog. Ko je rok potekel, so poslali novega, v katerem so grozili z usmrtitvijo vseh preostalih talcev. Medtem so se še vedno prepirali med seboj in skupini Nemcev ter Poljakov je v zmešnjavi uspelo odpreti vrata trdnjave. Večina upornikov je takrat pobegnila in se predala, dvajseterica pa je spet zaprla vrata in ostala notri.
10. aprila so streljali na Valletto, kjer pa ni bilo žrtev. Villettes je takrat ukazal napad na utrdbo. Skupina 40 vojakov pod poveljstvom poročnika de Clermonta je preplezala obzidje in brez izgub prevzela nadzor. Kljub padcu utrdbe se je šest upornikov umaknilo v skladišče smodnika in začelo groziti, da ga bodo razstrelili. Po dveh dneh so zares vžgali 600 sodov v skladišču, kar je ubilo tri britanske stražarje in poškodovalo trdnjavo, sami pa so v zmešnjavi pobegnili iz mesta.

## Kasnejše dogajanje in posledice
Štiri od šestih pobeglih upornikov so ujeli dva dni kasneje in jih takoj obesili. Villete je preostale kolovodje postavil pred vojaško sodišče: 24 ali 25 jih je bilo spoznanih za krive in obsojenih na smrt.
Usmrtitve so izvedli na trgu v kraju Floriana v prisotnosti preostanka Frobergovega polka, ki je bil zaprt. Prvih petnajst so razdelili v skupine po pet, nakar je vsaka skupina obesila predhodno, zadnjo pa je usmrtil strelski vod iz preostanka zapornikov. Nekateri so preživeli obešanje in poskusili pobegniti. Večina je bila takoj spet ujeta in usmrčena, dva pa sta stekla stran in umrla ob skoku z bastijona. Medtem je vodja upornikov Caro Mitro ušel s svojim prijateljem Nicolo d'Anastasijem, a so ju malteški vojaki ujeli 25. ali 26. aprila pri kraju Baħar iċ-Ċagħaq. Še isti dan sta bila oba obešena in pokopana v jarku pod Bastioni della Salnitriera.
Medtem, med 20. in 22. aprilom, je bil ustanovljen preiskovalni odbor. Preiskava je odkrila nepoštene prakse pri novačenju pripadnikov polka. Junija 1807 so ukazali njegovo razpustitev. Približno 350 mož je bilo odpuščenih iz vojaške službe in vrnjenih na Balkan, ostali pa so želeli ostati v britanski vojski. Te so premestili v De Rollov in De Wattevilleov polk ter v tujski polk Chasseurs Britanniques. Vlada je izdala tudi osemstransko poročilo o uporu z naslovom Rapporto di quanto è accaduto nel Forte Ricasoli dalli 4 fino alli 11 d'Aprile 1807, ki ga je verjetno napisal Vittorio Barzoni.
Ustanovitelj polka, grof Froberg (Gustave de Montjoie), je bil v Konstantinoplu, ko je izvedel za upor. Ker se je zavedal, da so razkrili njegove metode novačenja, je ušel iz mesta, toda v neki odročni vasici ga je po besedah potopisca Adama Nealea ujela skupina Kozakov in ga »dobesedno razrezala na kose«.
V eksploziji je bila utrdba močno poškodovana. Poleg skladišča smodnika je bila uničena večina polbastijona Sv. Dominika. Slednjega niso nikoli popolnoma obnovili, popravila pa so stala preko 4523 takratnih funtov. Znova je bila utrdba poškodovana med drugo svetovno vojno. Vse do zdaj propada, ogroža jo tudi erozija.